# المشروع الإسلامي لرصد الأهلة
المشروع الإسلامي لرصد الأهلة مشروع عالمي التوجّه تأسس عام 1998 بدعم من الجمعية الفلكية الأردنية، يُشرف عليه حاليًا مركز الفلك الدولي «مركز علمي عالمي التوجّه يتخذ من أبو ظبي مقرًا له»، والمشروع عبارة عن مجموعة من الراصدين والخبراء والمهتمين بموضوعات الفلك الشرعي «رؤية الهلال، مواقيت الصلاة، التقويم الهجري واتجاه القبلة» يعملون على رصد الأهلة والمساهمة البحثية والعلمية في مجالات الفلك الشرعي وما يتعلق بها من حسابات فلكية، وكان موقع المشروع على الإنترنت منذ البدايات موقعا تفاعليا، وواجهة لعرض نتائج الأرصاد والأبحاث، وساحة للحوار والنقاش حول كل ما يتعلق بالأهلة وما يحتف بها من موضوعات.
الاهتمام المبكر من قبل الراصدين، مختصين ومهتمين، بموقع المشروع وبالإسهام في نشاطاته جعله موقعا فلكيا مهما، مما دفع المسؤلين عن المشروع إلى تنويع أهدافه وتوسيع اهتماماته ووسائله، فأصبح موقع المشروع، بعد أن كان أرضية لعرض نتائج الأرصاد وتحليلها، ساحة لعرض ومناقشة ومدارسة كل ما يرتبط بالتطبيقات الفلكية في الشريعة الإسلامية، والذي بات يعرف اليوم بعلم الفلك الشرعي (أهلة وتقاويم ومواقيت وقبلة)، وعني الموقع كذلك بعرض ومناقشة الأبحاث العلمية التي يقدمها المشاركون في المشروع، وقد كان لبعضهم إسهامات ملحوظة في سلسلة المؤتمرات الفلكية والفلكية الإسلامية المختلفة.
وهكذا ومع تزايد عدد المشاركين في المشروع من بضع عشرات في بداياته إلى 420 مشاركا في منتصف عام 2008م، ومع ارتفاع عدد الدول التي ينتمي اليها المشاركون من عدة دول إلى ما ينوف على خمسين دولة (55 دولة في منتصف عام 2008م)، ومع توسع اهتماماته ووسائله، ومع النجاح الذي لقيه المؤتمر الأول للمشروع (مؤتمر الإمارات الفلكي الأول)، نقول إن كل ما سبق هو ما دفع المشاركين في المشروع إلى السعي في تطويره بشكل أكبر، أهدافا ووسائل وأدوات وإدارة، تطويرا منهجيا واسعا.

## الإنجازات
من الإنجازات الهامة التي حققها المشروع في السنوات السابقة:
- إرسال إشعارات شهرية للتذكير بتحري الهلال للراصدين في مختلف دول العالم، وطلب إرسال تقارير الرصد لنشرها فورا على موقع المشروع.
- نشر نتائج تحري الهلال وبدايات الأشهر الهجرية في مختلف دول العالم على موقع المشروع على العنوان: http://www.icoproject.org مما يجعل الموقع مرجعا لمعرفة الأماكن التي تمت فيها رؤية الهلال فعلا. وتشكل هذه المعلومات أهمية خاصة بالنسبة للجاليات المسلمة المقيمة في الدول غير الإسلامية.
- جمع ما يزيد على 500 رصد جديد للهلال ساعد على إنتاج معيار جديد دقيق لحساب رؤية الهلال، نشر في مجلة علمية دولية محكمة (معيار عودة).
- تحري الهلال باستخدام طرق علمية غير تقليدية، مثل تحري الهلال باستخدام الطائرة من قبل أعضاء المشروع في كل من إيران والمملكة الأردنية الهاشمية:-

1. تحري هلال شهر شوال من الطائرة في الأردن يوم 04 كانون أول/ديسمبر 2002م.
2. تحري هلال شهر رمضان من الطائرة في الأردن يوم 25 تشرين أول/أكتوبر 2003م.
3. تحري هلال شهر رمضان من الطائرة في إيران يوم 23 أيلول/سبتمبر 2006م.

- نشر فهم أدق وأشمل لمشكلة الهلال بين أعضاء المشروع وفي المجتمع، وذلك بعدة طرق، منها القائمة البريدية للأعضاء[3] والتي يتم من خلالها مناقشة بعض الأمور الهامة المتعلقة بالتطبيقات الفلكية في الشريعة الإسلامية، مثل الأرصاد والمعايير والأرصاد القياسية لرصد الهلال.
- نشر برنامج «المواقيت الدقيقة Accurate Times» لحساب مواقيت الصلاة وأزياج الشمس والقمر وكذلك لحساب رؤية الهلال ورسم الخرائط ذات العلاقة، والبرنامج متوفر على العنوان (http://www.icoproject.org/accut.html).
- نشر الفهم العلمي لحساب مواقيت الصلاة والإشكاليات المتعلقة بها، من خلال تزويد الباحثين في هذا الموضوع بالأبحاث الفلكية ذات العلاقة والموجودة في موقع المشروع على العنوان (http://www.icoproject.org/paper.html).
- التعليق على بعض الأخطاء في تحديد بدايات الأشهر الهجرية، وكان من أهمها بيان أصدره المشروع تعليقا على الخطأ في تحديد بداية شهر ذي الحجة لعام 1428هـ، ووقع على البيان 24 مشاركا ما بين عالم وباحث وفقيه. وكان للبيان الأثر الواضح في الأوساط الإعلامية والرسمية، مما دفع قناة الجزيرة لإجراء لقاء مع رئيس المشروع لتوضيح الحقائق.
- التعاون مع الجهات الرسمية والجمعيات الفلكية في مختلف دول العالم لتقديم المساعدة والمشورة في الأمور المتعلقة بالتطبيقات الفلكية في الشريعة الإسلامية، ومنها:-

1. تلقي رئيس المشروع دعوة رسمية من قبل وزارة الأوقاف المغربية لمناقشة حساب مواقيت الصلاة في المملكة المغربية، وألقى رئيس المشروع عدة محاضرات خلال الزيارة حول رؤية الهلال ومواقيت الصلاة في كل من الرباط ومدينة فاس، وذلك في شهر أيلول/سبتمبر 2003م.
2. قيام وفد رسمي من قبل ديوان الوقف السني في الجمهورية العراقية بزيارة المشروع للتباحث بأمور رصد وتحري الهلال، وذلك في شهر تشرين ثاني/نوفمبر 2007م.
3. طلب المجمع الفقهي التابع لرابطة العالم الإسلامي في مكة المكرمة التعاون مع المشروع لحساب مواقيت الصلاة في مناطق خطوط العرض القصوى، وذلك في شهر آيار/مايو 2008م، حيث شارك رئيس المشروع في عدة اجتماعات عقدت في مدينة الرياض لهذا الغرض.
4. طلب جامعة أزهر البقاع التابعة لدار الفتوى في الجمهورية اللبنانية التعاون في موضوع حساب مواقيت الصلاة في الجمهورية اللبنانية، وذلك في شهر نيسان/أبريل 2008م. حيث التقى رئيس المشروع كلا من مفتي الجمهورية اللبنانية ومفتى البقاع، إضافة لإلقاء محاضرتين في جامعة أزهر البقاع حول مواقيت الصلاة ورؤية الهلال.

- مشاركة أعضاء من المشروع في المؤتمرات الفلكية الإسلامية الإقليمية والدولية حول التطبيقات الفلكية في الشريعة الإسلامية، مثل المؤتمرات الفلكية العربية والإسلامية المنعقدة في الأردن.
- دعوة المشروع للمشاركة في المؤتمرات الدولية لمناقشة مواضيع التطبيقات الفلكية في الشريعة الإسلامية، مثل:-

1. اجتماع الخبراء لدراسة موضوع ضبط مطالع الشهور القمرية عند المسلمين المنعقد في الرباط – المغرب في الفترة 09-10 تشرين ثاني/نوفمبر 2006م، والذي نظمته المنظمة الإسلامية للتربية والعلوم والثقافة ـ إيسيسكو ـ والجمعية المغربية لعلم الفلك.
2. ندوة توحيد الجهود لتوحيد التقويم الهجري المنعقدة في جاكرتا – إندونيسيا في الفترة 04-06 أيلول/سبتمبر 2007م، والذي نظمته الجمعية المحمدية في إندونيسيا.
3. مؤتمر حول رؤية الهلال في مدينة سوستربرغ - هولندا بدعوة من جمعية الأئمة في هولندا، وذلك في شهر حزيران/يونيو 2008م.

- تنظيم مؤتمر فلكي عالمي في دولة الإمارات العربية المتحدة بالتعاون مع جمعية الإمارات للفلك لمناقشة الموضوعات المتعلقة بعلم الفلك الشرعي (أهلة وتقاويم ومواقيت وقبلة) وذلك في الفترة 13 _ 14 كانون أول/ديسمبر 2006م، وقد كان هذا المؤتمر أول مؤتمر من تنظيم المشروع الإسلامي، وقد شهد المشاركون بالمستوى العلمي الرفيع للمؤتمر. ويذكر أنه كان أكبر مؤتمر فلكي عربي من حيث عدد المشاركين، حيث بلغ عدد المشاركين ما يزيد عن المئة من 26 دولة، ومنه انطلقت الرؤية الجديدة لأهداف المشروع وإدارته وطموحاته.
- إعداد كتاب أعمال مؤتمر الإمارات الفلكي الأول بالتعاون مع جمعية الإمارات للفلك، وهو أول كتاب أعمال لمؤتمر فلكي عربي يخرج بطريقة حرفية، وتم الحصول على رقم ISBN للكتاب.
- مساعدة أجهزة الإعلام المكتوب والمرئي على نشر الحقائق والأخبار الفلكية العامة والمتعلقة بالقمر والأهلة ورؤيتها، مثل:-

1. لقاء قناة المجد الفضائية مع رئيس المشروع في برنامج «خبر وتعليق» يوم 18 آب/أغسطس 2007م لبيان معلومات فلكية متعلقة برؤية الهلال وإمكانية رؤية هلال شهر رمضان المبارك لعام 1428 هـ
2. لقاء قناة الجزيرة الفضائية مع رئيس المشروع في برنامج «بلا حدود» يوم 02 كانون ثاني/يناير 2008م لمناقشة الأخطاء في تحديد بدايات الأشهر الهجرية في العالم الإسلامي.
3. إجراء تغطية واسعة لتحري هلال شهر رمضان 1429هـ بالتعاون مع قناة الجزيرة، حيث أجري يوم السبت 30 آب/أغسطس 2008م لقاء مباشر من الدوحة مع كل من المهندس محمد عودة / رئيس المشروع والأستاذ الدكتور نضال قسوم / نائب رئيس المشروع والأستاذ الدكتور شرف القضاة / عضو الهيئة الاستشارية للمشروع، وتناول اللقاء المفاهيم الأسياسية لرؤية الهلال من الناحيتين الفلكية والفقهية واستحالة رؤيته في ذلك اليوم، وجرى في اليوم التالي الأحد 31 آب / أغسطس لقاء مباشر آخر من الدوحة مع كل من الدكتور إلياس فرنيني / رئيس اللجنة العلمية في المشروع والمهندس محمد عودة، حيث تناول الدكتور إلياس مع ضيف آخر الجوانب الفلكية والفقهية، فيما كانت نتائج تحري الهلال من قبل أعضاء المشروع من مختلف دول العالم تعلن على الهواء مباشرة عن طريق المهندس محمد عودة. وإضافة لذلك كان عضو المشروع المهندس طارق هادي يقوم بتحري الهلال يوم الأحد من قمة جبل صبر في مدينة تعز اليمنية، وقامت قناة الجزيرة بنقل وقائع التحري على الهواء مباشرة.
4. إجراء تغطية لتحري هلال شهر شوال 1429هـ بالتعاون مع قناة الجزيرة، حيث أجري يوم الإثنين 29 أيلول/سبتمبر 2008م لقاء مباشر من الدوحة مع كل من المهندس محمد عودة / رئيس المشروع والدكتور جلال الدين خانجي / عضو مجلس الإدارة والدكتور خالد الزعاق / عضو المشروع، وشارك في اللقاء ضيوف آخرين، وتناول اللقاء المفاهيم الأسياسية لرؤية الهلال من الناحيتين الفلكية والفقهية واستحالة رؤيته في ذلك اليوم.

- نشر المقالات والأبحاث العلمية في المجلات العالمية والمحكمة، ومنها:-

1. بحث عن معيار جديد لحساب رؤية الهلال من إعداد المشروع الإسلامي، نشر في المجلة العلمية المحكمة: Experimental Astronomy, 18, 39-64, 2004.
2. تقرير رصدي عن أحد الأهلة المميزة التي استطاع أحد أعضاء المشروع رؤيته، ونشر التقرير الرصدي في مجلة The Journal of the Royal Astronomical Society of Canada عدد شباط/فبراير 2005م.
3. نشر مقال بعنوان «الفرق بين ولادة الهلال وظهوره» في مجلة التقدم العلمي الصادرة عن مؤسسة الكويت للتقدم العلمي، العدد 50، 2005م.
4. نشر مقال بعنوان «الفرق بين ولادة الهلال وظهوره علمياً» في مجلة الإعجاز العلمي الصادرة عن الهيئة العالمية للإعجاز العلمي في القرآن والسنة، العدد 25، 2006م.

- نشر المقالات والأخبار الفلكية المتعلقة برؤية الهلال في الصحف المحلية والعربية، ومنها:

1. خبر بعنوان «غدا.. السعودية تتحرى هلال رمضان» في جريدة الوطن العمانية بتاريخ 20 أيلول/سيتمبر 2006م
2. خبر بعنوان «الأحد أول أيام شهر رمضان «فلكياً»» في جريدة عكاظ السعودية بتاريخ 21 أيلول/سيتمبر 2006م
3. خبر بعنوان «20 يناير رأس السنة الهجرية» في جريدة الاتحاد الإماراتية بتاريخ 18 كانون ثاني/يناير 2007م
4. خبر بعنوان «الخميس 13 سبتمبر أول أيام شهر رمضان» في جريدة الصحافة السودانية بتاريخ 03 أيلول/سبتمبر2007م
5. خبر بعنوان «فلكيا: غرة رمضان الخميس 13 سبتمبر» في جريدة القبس الكويتية بتاريخ 03 أيلول/سبتمبر2007م
6. خبر عن إمكانية رؤية هلال شهر شوال 1428 هـ بعنوان «فلكياً.. العيد يبدأ السبت بمعظم الدول» في جريدة أخبار النقب الفلسطينية بتاريخ 09 تشرين أول/أكتوبر 2007م
7. خبر عن تحري هلال شهر شوال 1428هـ بعنوان «تحري رؤية هلال العيد مساء غد» في جريدة الوطن القطرية بتاريخ 10 تشرين أول/أكتوبر 2007م
8. خبر عن بداية شهر ذي الحجة 1428 هـ في جريدة الدستورالأردنية بتاريخ 12 كانون أول/ديسمبر 2007م

## رؤية تطويرية للمشروع

### أهداف المشروع
- رصد الأهلة شهريا وجمع البيانات المتعلقة بالرصد من طرف المشاركين في المشروع.
- تحليل نتائج الأرصاد والبيانات وتقديمها للمؤسسات العلمية والفقهية والشرعية المعنية، وإشاعتها للخاصة والعامة.
- إنشاء قاعدة بيانات شاملة، تاريخية ومعاصرة، متعلقة برصد الأهلة حسب الظروف.
- إنشاء وتطوير معايير علمية حسابية، للتنبؤ بإمكانية رؤية الأهلة، وتمحيصها من خلال قاعدة البيانات.
- إنشاء وتطوير تقويم هجري عالمي، تأسيسا على قاعدة البيانات ومعايير التنبؤ.
- الإسهام في توحيد جهود العاملين في ميدان التقويم الإسلامي، وصولاً إلى تأصيل «تقويم عالمي معتمد».
- تطوير برنامج دقيق لمواقيت الصلاة، يصلح لبقاع الأرض المختلفة العامة والخاصة والشاذة.
- تقديم الخدمات اللازمة لتحديد جهة القبلة في الظروف المختلفة.
- العناية بالتراث الفلكي المتعلق بعلم الفلك الشرعي وصولا إلى ربط الأصالة بالمعاصرة.

## الوسائل
يسعى المشروع لتحقيق أهدافه من خلال النشاطات التالية:
- تجميع بيانات: أرصاد أهلة، قياسات، وغيرها

1. من خلال أرصاد المشاركين
2. من خلال الأرشيفات التاريخية والمعاصرة

- تقديم خدمات: (للخاصة والعامة والمؤسسات)

1. خدمات عملية (خرائط أهلة، حسابات مواقيت، تحديد قبلة)
2. خدمات أرشفة (أرصاد واثبات، أبحاث ودراسات، أوليات وأساسيات)

- تعليم أساسيات (محاضرات ودورات)

1. من خلال موقع المشروع
2. من خلال الدورات التأهيلية
3. من خلال المؤتمرات التعليمية

- تفعيل علاقات: (منتديات الحوار، ورشات عمل مشتركة)

1. مع المشاركين في المشروع
2. مع المؤسسات العلمية والجامعية
3. مع المؤسسات الفقهية ودور الإفتاء
4. مع لجان رصد الأهلة الوطنية في العالم الإسلامي

- متابعة مؤتمرات:

1. مؤتمرات المشروع
2. المؤتمرات الإقليمية والعالمية الفلكية
3. المؤتمرات الفقهية

- عرض تراثيات: تقديم وتلخيص ومناقشة التراث العلمي في ميدان علم الفلك الشرعي.

## إدارة المشروع

### مجلس الإدارة
- رئيس مجلس الإدارة: م. محمد شوكت عودة (أردني مقيم في الإمارات)
- نائب الرئيس: أ.د. نضال قسّوم (جزائري مقيم في الإمارات) / رئيس اللجنة التعليمية
- أمين السر: د. صالح الشيذاني (عُمان)
- أمين الصندوق: السيد حسن الحريري (الإمارات)
- رئيس اللجنة العلمية: د. إلياس فرنيني (جزائري مقيم في الإمارات)
- رئيس اللجنة الإعلامية: الأستاذة بسمة ذياب (الأردن)
- عضو: د. جلال الدين خانجي (سوريا)

### اللجنة العلمية
- د. إلياس فرنيني / رئيس اللجنة.
- د. برنارد يالوب / بريطانيا.
- د. جلال الدين خانجي / سوريا.
- السيد جيم ستام / الولايات المتحدة.
- د. عبد الخالق شدّادي / المغرب.
- م. محمد عودة / الإمارات.
- د. مهيب الله درّاني / الولايات المتحدة.
- أ.د. نضال قسّوم / الإمارات.
- د. هيمن متولي / مصر.
- وظائفها
- تقييم أرصاد الهلال لتحديد صلاحيتها
- تنقيح وتطوير معايير رؤية الهلال اعتمادا على ما يستجد من أرصاد ودراسات عن الأهلة
- الإشراف على النقاشات العلمية ومتابعة الجديد من الدراسات العلمية المتعلقة بالأهلة والتقاويم والمواقيت والقبلة، وما يخدم أهداف المشروع.
- تقديم خالمشورة العلمية لكل العاملين في المشروع
- المسؤولية العلمية عما ينشر على موقع المشروع
- الرقابة العلمية على ما ينشر باسم المشروع في المحافل المختلفة
- الإشراف العلمي على المؤتمرات المؤتمر
- إعداد التقرير السنوي عن «حالة الأمة الإسلامية فلكيا»

### اللجنة التعليمية
- أ.د. نضال قسّوم / رئيس اللجنة.
- أ.د. جمال ميموني / الجزائر.
- أ.د. حميد توما / المغرب.
- د. صالح الشيذاني / سلطنة عُمان.
- السيد عمر بودردابين / الولايات المتحدة.
- السيد فردوس يحيى / سنغافورة.
- السيد مروان الشويكي / سلطنة عُمان.

- وظائفها:
- التخطيط للأنشطة التربوية والتعليمية للمشروع (مثل تنظيم ورشات عمل للمدرسين في مواضيع علم الفلك الإسلامي)
- الإعداد والتنسيق والتنفيذ للأنشطة التربوية والتعليمية للمشروع
- تطوير مواد تعليمية وتوزيعها على المؤسسات (الوزارات) الراغبة في إدراجها في المناهج (وإقناع الوزارات الأخرى بأهمية ذلك)

### اللجنة الإعلامية
- الأستاذة بسمة ذياب / رئيس اللجنة.
- الآنسة هند غانم / الأردن.
- السيد عبد الرزاق البلوشي / السعودية.
- السيد أفروز علي / أستراليا.
- السيد حمزة رجال / تنزانيا.
- الكابتن سالم صاهيد / ليبيا.
- الشيخ سليمان غني / بريطانيا.
- السيد عمر بودردابين / الولايات المتحدة.
- السيد محمد قمرالدين / نيجيريا.
- د. مشهور وردات / الأردن.

- وظائفها:
- الاتصال بوسائل الإعلام المختلفة والجهات العلمية والجامعية والفقهية والشرعية والمؤسسات الثقافية بهدف التعريف بالمشروع وبنشاطاته ونتائج أبحاثه وأرصاده
- الإعداد لمؤتمرات المشروع ولمشاركاته في المؤتمرات الإقليمية والدولية
- توزيع البيانات الرسمية للمشروع على وسائل الإعلام المختلفة
- التنسيق مع وسائل الإعلام المرئية والمسموعة والمقروءة لإجراء لقاءات علمية لنشر المعلومات العلمية الصحيحة المتعلقة بأهداف المشروع واهتماماته
- إعداد التقارير السنوية عن نشاطات المشروع، ورفعها إلى مجلس الإدارة
- متابعة مهام موقع المشروع على شبكة الإنترنت، مثل

1. إضافة وحذف وتنسيق المعلومات على الموقع
2. إضافة وحذف وتنسيق في هيكلية الموقع
3. عرض «الموقع» باللغة العربية إضافة إلى الإنكليزية في أسرع وقت ممكن
4. دراسة خيارات وضع الموقع ببعض اللغات الإسلامية الشائعة الاستخدام
5. دراسة تطويرات وتحسينات الممكنة على الموقع
6. دراسة وتحليل وإظهار البيانات الواردة إلى المشروع